# Reschenbach
Der Reschenbach ist ein linker Zufluss der Würm in Oberbayern. Während der Mooskolonisation im Dachauer Moos wurde er vertieft und hat bis heute eine Entwässerungsfunktion.

## Verlauf
Der Reschenbach entspringt im westlichen Dachauer Moos südöstlich des Karlsfelder Ortsteils Waldschwaige. Zuerst fließt er Richtung Norden, wo links der Entenbach in ihn einmündet. Kurz danach wendet er sich Richtung Osten und unterquert die Bahnstrecke München–Treuchtlingen und die Bundesstraße 304. Wieder Richtung Norden fließend tangiert der Bach die Rothschwaige, wo er eine Fischzucht speist. Kurz nach der Unterquerung der Bundesstraße 471 mündet der Reschenbach in die Würm. Beide Gewässer bilden die sogenannte „Würm-Reschenbach-Aue“, die die Stadt Dachau 2011 renaturiert hat.

## Belege
1. ↑  http://dachau-ost.blogspot.com/2012/01/die-neugestaltete-wurm-reschenbach-aue.html